# Leonor de Ovando
Leonor de Ovando (zm. 1615?) – pisarka z Santo Domingo, zakonnica z tamtejszego klasztoru Regina Angelorum. Jedna z pierwszych znanych poetek Nowego Świata.
Pięć jej sonetów, pisanych w latach 1574–1580, zachowało się w antologii Silva de poesía ("Sylwa poezji"), skompilowanej przez Eugenia de Salazar y Alarcón w latach 1585–1595.